# Atteintes neurologiques post-AVC : répercussions neurologiques et cognitivo-comportementales
Pour un article plus général, voir Accident vasculaire cérébral.
Les répercussions neurologiques et cognitivo-comportementales d'un accident vasculaire cérébral ont une corrélation anatomoclinique très fréquente et observable de manière diverse. Dans les AVC de types ischémiques (80 % des AVC), on estime que les troubles persistants pendant plus de six mois deviendront définitifs et irréversibles alors que dans les AVC de type hémorragique (20 %) (OMS) une amélioration reste plausible même plusieurs mois, voire plusieurs années après l'atteinte cérébrale.

## Séquelles comportementales
Un comportement considéré comme « normal » (en opposition au comportement pathologique) représente l'ensemble des phénomènes observables d'un ensemble de capacités et de manifestations de la manière d'être, d'agir ou de réagir d'un être humain. C'est l'ensemble de sa façon de procéder en accord avec son environnement et son entourage. Ce comportement peut être l'expression d'une attitude et s'exprimer à travers diverses conduites. Tout cela, en contexte d'interaction et de communication avec autrui.
En versus, le comportement « anormal » dit « pathologique » est la perte de capacités adaptatives et relate un comportement fixe et figé. Un amoindrissement ou une perte des aptitudes d'apprentissage et un déficit dans l'interaction environnementale sont caractéristiques de l'expression pathologique d'un comportement. Globalement, il y a une perte de la structuration même du comportement.
Les affections cérébrovasculaires vont s'exprimer via divers troubles comportementaux et cognitifs chez le sujet atteint. Ces troubles et leurs manifestations dépendent de la région cérébrale touchée et de la gravité de l'atteinte en elle-même. On remarque que les troubles comportementaux sont causés par des atteintes hémisphériques situées à droite.

### Atteinte temporofrontale
L'atteinte pathologique à la suite d'un AVC se traduit le plus souvent par un changement brutal ou progressif de la personnalité du patient. C'est ce que l'on retrouve de façon significative dans le syndrome frontal (aussi appelé « démence fronto-temporale » - DFT). Il est défini comme « trouble de la personnalité et du comportement dû à une affection, une lésion ou un dysfonctionnement cérébral » dans les troubles organiques de la personnalité (CIM 10, Chapitre V).
C'est un syndrome qualifié de dégénératif, généré par la lésion cérébrale causée par l'AVC, qui peut se situer à deux niveaux neuroanatomiques :
- en position antérofrontale (Vf-DFT), où l'on retrouve la majorité des déficits exécutifs avec une symptomatologie comportementale (irritabilité et persévération) ;
- en position temporale (Vt-DFT), où les répercussions comportementales sont beaucoup moins marquées. Elle reste beaucoup plus rare que l'atteinte frontale.

Ce syndrome peut être de deux types :
- « inhibé », provoquant une hypoactivité générale (apathie et ralentissement des fonctions vitales) ;
- « désinhibé », provoquant au contraire une hyperactivité généralisée, notamment caractérisée par de l'impulsivité marquée.

### Atteinte de la substance sous-corticale
Elle est qualifiée de « troubles mentaux et du comportement en tant que démence vasculaire par infarctus multiples (accidents ischémiques transitoires répétés) », le plus souvent due à de multiples occlusions vasculaires (CIM 10,Chapitre V). Elle est la 2e cause de démence après la maladie d'Alzheimer et représente un risque de 40 % dans le cas de récidive d'AVC. Elle est qualifiée « d'immédiate à l'AVC » (atteinte à la suite de la lésion) autant dans l'apparition même de la démence que dans son expression.
Au contraire de la DFT, c'est une démence non soumise à une dégénérescence ; souvent causée par une hypertension artérielle cérébrale découlant de l'AVC. Son expression comportementale la plus fréquente et la plus marquée est thymique, avec ce que l'on nomme « syndrome athymhormique » impactant majoritairement le plan motivationnel et thymique à travers une perte d'initiation, d'élan vital (spontanéité) et de réaction aux stimuli émotionnels. Les autres symptômes associés sont essentiellement dépressifs.
En termes d'imagerie, sur une IRM, on pourra observer une destruction des zones lacunaires (contrairement à la maladie d'Alzheimer).

### Atteinte de l'hémisphère droit: troubles de l'humeur
Cela concerne un sujet sur cinq. Un tiers d'entre eux n'auront pas de contrôle sur cette atteinte. De façon récurrente, une lésion hémisphérique droite laisse place à des troubles de type thymique tels qu'impulsifs, colériques, ou encore le manque de contrôle (en lien avec un trouble d'inhibition) des émotions (hyper ou hypoémotivité). On parle souvent « d'émoussement affectif ». On peut également retrouver un manque de tolérance et de patience. Les sautes d'humeurs sont très récurrentes et pathologiques parce que disproportionnées (en termes d'expression).
Seront affectées :
- les relations sociales ;
- la relation à soi ;
- l'autonomie.

Ces troubles sont à mettre en lien avec des troubles de la perception de soi. Cela notamment à travers la possible apparition d'un état maniaque ou encore d'un phénomène de dépersonnalisation se traduisant le plus souvent par une héminégligence (NSU).
Ces troubles sont à mettre en relation avec une anosognosie (une non-conscience des troubles par le patient) et une hémiplégie citée plus haut.

## Séquelles cognitives

### Mémoire
Elle est classée dans les « Autres symptômes comparatifs à la conscience ». Elle est considérée comme trouble dissociatif de conversion (CIM 10). C'est un trouble de la mémoire pathologique provoqué par un facteur physique comme une rupture d'anévrisme. C'est souvent à la suite d'une atteinte lésionnelle hémisphérique droite (le plus souvent dans les cas d'AVC hémorragiques).
Dans le cas d'une démence vasculaire, la structure sous-corticale la plus fréquemment touchée est l'hippocampe (situé dans le système limbique, au niveau du lobe temporal). Cette région est notamment responsable de la mémoire. Une lésion de cette région induira le plus souvent des troubles mnésiques, mais aussi des troubles du langage ou encore de la navigation spatiale.
L'amnésie peut être partielle ou totale et de deux types :
- « antérograde », provoquant une incapacité à encoder et enregistrer de nouveaux souvenirs ;
- « rétrograde », provoquant une incapacité à récupérer des informations en mémoire et donc affecter les souvenirs présents avant le traumatisme.

L'atteinte peut être permanente (irréversible) ou transitoire (réversible et disparaitre avec le temps). Dans le cas des AVC, les troubles mnésiques peuvent effectivement disparaitre ou s'estomper avec le temps. Ils peuvent également varier ou s'amplifier en fonction de l'état général, du contexte ou d'affections particulières en lien avec la pathologie d'origine.

### Troubles du langage
Ils sont considérés comme « troubles mentaux et comportementaux ; troubles spécifiques du développement de la parole et du langage » (CIM 10) au niveau des troubles de l'acquisition même (CIM 10).
On retrouve surtout ce genre de trouble dans les cas de lésions de l'hémisphère gauche et peuvent toucher autant l'expression (lésion de l'aire de Broca) que la compréhension langagière (lésion de l'aire de Wernicke). Cela se manifeste notamment par un débit langagier normal et fluide, mais un non-sens et une incompréhension de ce langage par autrui.
Au niveau comportemental, plusieurs domaines de vie sont affectés et présentent donc une symptomatologie variable :
- irritabilité ;
- gêne (entraînant une entrave à la communication et à la sociabilité) ;
- baisse de l'estime de soi et perte des ambitions ou abandon des perspectives ;
- réactions émotionnelles non appropriées.

Ces troubles peuvent donc provoquer un handicap plus ou moins marqué.

### Troubles de l'attention et de la concentration
Ces troubles sont présents chez 80 % à 90 % des personnes ayant subi un AVC (OMS). Ils sont cognitivement, physiquement et personnellement coûteux.
Ils sont caractérisés par une difficulté à focaliser son attention de manière fixe et durable. C'est la focalisation attentionnelle dans le temps qui pose problème. Au niveau comportemental, les plaintes des patients se retrouvent sur une nette tendance à être très vite distrait. Ce qui est généralement suivi :
- d'un « effet de déficit » au niveau de la mémoire (c'est une conséquence et non pas une atteinte directe sur les capacités mnésiques) et de l'encodage assez logique (puisqu'une attention soutenue est requise pour la rétention d'information ou d'encodage de nouvelles informations) ;
- d'une fatigabilité cognitive et physique assez rapide et lourde selon les sujets et les cas. Les sujets ne peuvent donc pas déplacer leur focus attentionnel (shifting) et ne peuvent exercer de double tâche (ou que très difficilement).

Ces troubles peuvent donc être facteurs de risques dans la vie quotidienne et avoir une influence négative significative sur celle-ci (par exemple au niveau de la sécurité routière et des situations de travail).

## Autres troubles

### Fatigabilité
Comme évoqué précédemment, une fatigabilité est presque toujours présente.
Elle se caractérise par une lassitude rapide, même dans des efforts moindres ou qui peuvent apparaître anodins, ainsi que par un manque global d'énergie qui peut varier de l'affection légère chronique à l'absence caractérisée et durable. Cela peut effectivement s'étaler sur la durée et dans 51 % des cas, ce syndrome est toujours présent 6 ans après l'AVC même chez des patients jeunes (15 - 49 ans).

### Dépression post-AVC (DPA)
La dépression est fréquente (et parfois profonde) après les attaques cérébrales graves. Elle apparait dans 20 à 60 % des cas (c'est, l'affection psychiatrique la plus fréquente). Elle perdure de plusieurs mois à plusieurs années. Souvent annoncée par une fatigabilité prolongée directement causée par l'attaque cérébrale, elle apparait presque toujours immédiatement en phase post-AVC, tout comme la démence vasculaire. Elle semble liée à la sévérité de l'AVC, mais aussi au territoires vasculaires touché (artères cérébrales antérieures et postérieures, qui alimentent les structures limbiques) ; selon Desmond et al. (2001) elle est plus fréquente chez les patients atteints de démence et chez les femmes. La fatigue liée à la maladie peut conduire à des symptômes et un syndrome dépressif. C'est une dépression de type endogène, c'est-à-dire d'origine interne, classée dans la catégorie des « Troubles de l'humeur affectifs » (CIM-10).
Elle se caractérise majoritairement par « des symptômes d'intensité légère à modérée, en particulier ceux considérés comme des piliers pour le diagnostic de dépression » :
- une baisse thymique (humeur dépressive caractérisée par de la tristesse, une perte de plaisir et un manque d'intérêt) ;
- une baisse de l'estime de soi (souffrance morale) ;
- un ralentissement psychomoteur.

D'autres manifestations proches de la dépression (« pseudo-dépression ») peuvent également apparaître, comme une asthénie (fatigue intense) pouvant contribuer à un déficit attentionnel, de la concentration et de la motivation (déficit de la volonté). En termes comportementaux, cette pseudo-dépression peut s'exprimer par des symptômes proches de la dépression elle-même, tel que des troubles alimentaires (anorexie notamment), troubles du sommeil, stress et anxiété avec éventuelles crises d'angoisse, apparition de phobies ou d'un état maniaque. Des troubles sexuels sont fréquents, avec perte de libido, ou libido augmentée par phase (lors d'une atteinte thalamique) ; un retour à la normale (c'est-à-dire à l'état pré-AVC du patient) est observé dans une majorité des cas, mais certains cas présentent durablement voire définitivement des troubles, qui peuvent également être liés à d'autres aspects de la pathologie (fonctionnalité vasculaire).
Ces altérations du comportements peuvent être sources de handicaps dans la vie quotidienne. Leur expression dépend à la fois du sujet en lui-même (intra-individuel) et de la lésion cérébrale (sévérité et emplacement) ; dans les troubles post-AVC, les répercussions neurologiques cognitivo-comportementales sont en général dues à des lésions hémisphériques droites, les lésions hémisphériques gauches menant surtout à des troubles psychomoteurs (paralysie totale ou partielle, perte sensorielle, lenteur motrice…)[réf. souhaitée].
Le diagnostic de la DPA repose sur une évaluation clinique, étayée par des échelles psychiatriques. Ces dernières ont pour la plupart été faites pour évaluer les troubles dépressifs « fonctionnels », et peuvent manquer des informations cliniques importantes dans la DPA. Un outil dédié dit « PSDRS » a été conçu pour évaluer la dépression post-AVC, notamment utile pour les patients aphasiques, et qui « n'est pas influencé par le dysfonctionnement cognitif, une conséquence courante de l'AVC affectant les performances diagnostiques du Ham-D ».
Selon une méta-analyse de Yan Chen et al. (2006), « aucune preuve cohérente n'a été trouvée pour des effets antidépresseurs positifs sur la récupération des déficiences neurologiques et des améliorations des activités de la vie quotidienne », mais « les résultats de cette méta-analyse suggèrent que l'utilisation d'antidépresseurs chez les patients ayant reçu un diagnostic de Dépression post-AVC est associée à une amélioration des symptômes dépressifs. Des durées plus longues de traitement antidépresseur peuvent être associées à une réduction plus importante des symptômes dépressifs ». Pour les neurologues Lenzi et al. (2008), « un traitement précoce et efficace de la dépression peut avoir un effet positif non seulement sur les symptômes dépressifs, mais aussi sur les résultats de la réadaptation des patients victimes d’un AVC. Cependant, il n'existe aucune preuve définitive que les antidépresseurs ou la psychothérapie sont utiles pour prévenir la dépression. La mise en œuvre de stratégies préventives et thérapeutiques visant à réduire le risque d'altération de l'humeur et ainsi améliorer les résultats de la réadaptation semblerait importante dans l'organisation des services hospitaliers en charge des AVC ».